# Subcancilla gigantea
Subcancilla gigantea är en snäckart som först beskrevs av Reeve 1844.  Subcancilla gigantea ingår i släktet Subcancilla och familjen Mitridae. Inga underarter finns listade i Catalogue of Life.